# 죽림

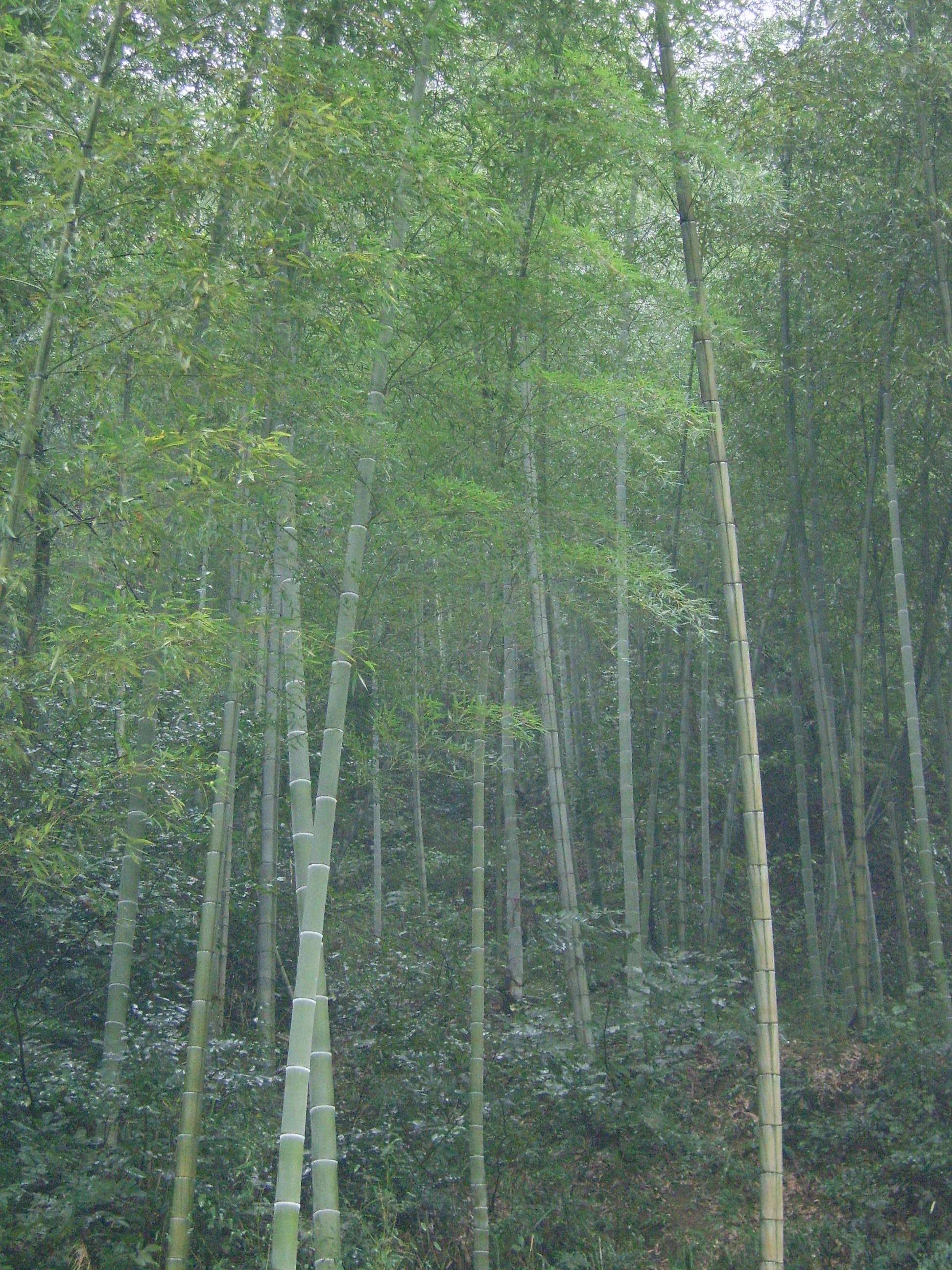
중국의 대나무숲

죽림(竹林)은 대나무로 구성된 숲이다.

## 일본의 대나무숲
대나무숲은 일본인에게 있어서 생활 · 문화 · 산업 · 예술 등에 깊은 관계를 가지고 있다. 아시아 지역의 많은 나라에서도 대나무는 귀중한 천연 자원으로서 이용되고 있지만, 일본에서는 정원을 구성하는 요소의 하나로서 사용되고 있으며, 대나무숲이 만들어내는 경관은 일본의 풍토를 상징하는 것 중 하나가 되고, 특히 교토의 사원이나 교외의 경관을 형성하는 요소의 하나로서 큰 비중을 담당해왔다. 봄에는 대나무숲에 들어가 죽순을 파는 것은 일본의 풍물의 하나이다. 또한 일본화, 수묵화의 주제로도 자주 이용되어 많은 예술인이 대나무숲이 가지는 고유의 섬세한 이미지에서 많은 영감을 받아 왔다.